# Забрет, Грегор
Грегор Забрет (англ. Gregor Zabret; родился 18 августа 1995, Любляна) — словенский футболист, вратарь клуба «Аберистуит Таун».

## Карьера
Забрет был привлечен к первой команде «Домжале» в 2011 году, а его профессиональный дебют состоялся 26 ноября, тогда его команда проиграла «Целе».
2 июля 2013 года Забрет подписал двухлетний контракт с «Суонси Сити», сумма трансфера не разглашается.